# 卡韦萨斯德亚兰夫雷
卡韦萨斯德亚兰夫雷，是西班牙卡斯蒂利亚-莱昂阿维拉省的一个市镇。 总面积12km2, 总人口208人（2001年），人口密度17人/km2。